# City Building
City Building là dòng game xây dựng thành phố lịch sử do các hãng Impressions Games, BreakAway Games, Tilted Mill Entertainment (sau sự chuyển nhượng của Impressions) phát triển và được Sierra Entertainment phát hành. Sê-ri này khởi đầu vào năm 1992 với Caesar, lấy bối cảnh Đế quốc La Mã và bao gồm 12 phần cho đến nay, bao gồm cả các bản mở rộng.
Trong dòng game City Building người chơi được giao trách nhiệm cung cấp hàng hóa và dịch vụ cho người dân trong thị trấn của họ, đảm bảo tỷ lệ tội phạm ở mức thấp và giảm nguy cơ dịch bệnh, hỏa hoạn và sụp đổ tòa nhà. Người chơi cũng phải đạt được sự cân bằng giữa nhập khẩu, xuất khẩu và thuế để giữ cho thị trấn của họ vững mạnh về mặt tài chính. Người chơi cũng chịu trách nhiệm bảo vệ thị trấn của mình khỏi sự xâm lược bằng cách xây dựng quân đội.
Dòng game này bao gồm bốn nền văn minh cổ đại: La Mã, Ai Cập, Hy Lạp và Trung Quốc. Các tựa game được phát hành cho đến năm 2004 đều sử dụng cùng một game engine có góc nhìn 2D, mặc dù được tinh chỉnh và sửa đổi dần dần theo chủ đề của trò chơi. Các tựa game tiếp theo sử dụng engine đồ họa 3D.

## Trò chơi
Dòng game này bao gồm:
- Lấy bối cảnh Đế quốc La Mã:
  - Caesar (1992)
  - Caesar II (1995)
  - Caesar III (1998)
  - Caesar IV (2006)
- Lấy bối cảnh Ai Cập cổ đại:
  - Pharaoh (1999)
    - Bản mở rộng Cleopatra: Queen of the Nile (2000)
    - Bản làm lại Pharaoh: A New Era (2023)

  - Immortal Cities: Children of the Nile (2004)
    - Bản mở rộng Children of the Nile: Alexandria (2008)
- Lấy bối cảnh Hy Lạp cổ đại:
  - Zeus: Master of Olympus (2000)
    - Bản mở rộng Poseidon: Master of Atlantis (2001)
- Lấy bối cảnh Trung Quốc cổ đại:
  - Emperor: Rise of the Middle Kingdom (2002)
- Lấy bối cảnh Trung Cổ:
  - Medieval Mayor (TBA)

## Medieval Mayor
Medieval Mayor là tựa game xây dựng thành phố được hãng Tilted Mill Entertainment công bố lấy bối cảnh thời Trung Cổ dành cho PC và máy tính bảng. Không giống như hai tựa game cũ của Tilted Mill Entertainment là Immortal Cities: Children of the Nile và Caesar IV, trò chơi này không dùng đến engine 3D mà quay trở lại engine 2D, vì Tilted Mill cho rằng "2D hoạt động tốt hơn về mặt khả năng của người chơi." để biết nhanh chuyện gì đang xảy ra". Người đi bộ một lần nữa sẽ bị giới hạn bởi các rào chắn thay vì hệ thống người đi bộ giả hoặc dựa trên bán kính gần đây hơn, và người chơi sẽ tập trung nhiều hơn vào việc xây dựng một vài thành phố lên tầm cao hơn là khởi động lại một thành phố mới sau mỗi nhiệm vụ. Không có mục chơi nối mạng nhưng Tilted Mill đang lên kế hoạch tích hợp với mạng xã hội.
Kể từ tháng 10 năm 2013, Medieval Mayor đã bị gián đoạn do những thách thức về kinh phí và các cam kết dự án khác. Trong các cuộc phỏng vấn sau đó, Chris Beatrice đều bày tỏ cả mong muốn tiếp tục làm game và sự thận trọng trong việc bắt đầu quá trình phát triển trò chơi này.